# Mimotesthus delkeskampi
Mimotesthus delkeskampi là một loài bọ cánh cứng trong họ Cerambycidae.